# Storia di Barga

## Origini
Esperti di glottologia indicano il toponimo Barga come derivante dalla lingua parlata di popolazioni pre-italiche e pre-latine con significato di riparo-rifugio.
Dell'ultime di queste genti, i Liguri, abbiamo reperti e notizie sicure.
Lo storico romano Tito Livio 50 a.C.- 14 d.C. nel suo Ab Urbe condita narra la lunga resistenza opposta dai Liguri alle legioni consolari di Roma.
Dopo averli sconfitti e in parte esiliati, i Romani distribuirono il territorio conquistato ai loro Veterani 180 a.C. attuando una vera e propria romanizzazione dello stesso.
Alcuni secoli dopo, le prime invasioni barbariche e la caduta dell'impero romano, misero in pericolo la romanità della zona che però fu rinsaldata poco dopo (553 d.C.) dalla riconquista da parte di Bisanzio Impero Romano d'oriente.
I Bizantini costruirono allora una linea di difesa attraverso la penisola che però non riuscì ad impedire l'espansione verso sud dei Longobardi i quali, sul finire del VI secolo, occuparono Lucca e si diffusero nel territorio mischiandosi alla popolazione.
Tuttavia non vi è traccia di una significativa presenza Longobarda a Barga e non è di poco conto l'abitudine dei Barghigiani a chiamare Lombardi gli abitanti oltre il proprio confine sull'Appennino. 
Comunque esistono prove certe che la presunta signoria Longobarda su Barga non c'è mai stata, ma è frutto di uno sgradevole equivoco nato dalla presenza nel paese (in un periodo storico che in appresso chiariremo ampiamente) in condizioni di privilegio, della famiglia Rolandinghi che uno dei primi appassionati di storia locale definì longobarda, forse tratto in inganno dalla desinenza inghi (grafia italiana di ingi comune ai popoli germanici) molto diffusa per la presenza nei dintorni di numerose consorterie longobarde. L'errore fu successivamente ripreso da altri (compreso chi scrive). Una maggiore attenzione al periodo storico e un più accurato esame della denominazione “Rolandinghi” basata sul nome Rolando portano invece a individuare l'origine franca di quella famiglia poiché “Rolando” è il nome franco di Orlando l'eroe principale dell'epopea carolingia (Chanson de Roland). Il periodo storico è con certezza il X secolo in quanto è datato 983 (cioè verso la fine di quel secolo) il documento con il quale il vescovo di Lucca Teudegrimo cedette in enfiteusi ai Rolandinghi il territorio della Pieve di Loppia di cui Barga faceva parte. Già circa due secoli erano trascorsi dalla fondazione del Sacro Romano Impero e già si avvertivano i fermenti delle libertà comunali. Barga fu uno dei primi paesi ad acquistare una propria autonomia riconosciuta ufficialmente nel corso del secolo successivo dalla contessa Matilde di Canossa, marchesa di Toscana, avallata ed ampliata nel 1185 dall'imperatore Federico Barbarossa Roman(orum) imperator il quale fece anche riferimento alle buone usanze e ai diritti (consuetudines bonas et iura) già ottenuti al tempo della contessa Matilde. Come libero comune, Barga difese la sua autonomia per circa quattro secoli poi, dopo la gradita unione a Firenze, ne condivise il cammino fino all'Unità d'Italia. Con l'annessione al neocostituito Regno, Barga perse tutti i privilegi di cui godeva e divenne un comune della Provincia di Firenze, costituendo un'exclave situata tra i territori della Provincia di Lucca e della Provincia di Massa e Carrara (che, al tempo, comprendeva l'intero territorio della Valle Garfagnana). La città conobbe un lento declino economico che portò una considerevole parte della popolazione ad emigrare verso il Regno Unito e gli Stati Uniti d'America. Non si trattò un'emigrazione definitiva per molti di loro, poiché, alla fine del secolo scorso, cominciarono a ritornare a Barga, investendo i loro risparmi in terreni e nella costruzione di ville nell'allora immediata periferia cittadina. Il comune di Barga fu aggregato nel 1923 alla circostante Provincia di Lucca.

## Barga Castello
Barga castello è la locuzione usata per indicare la parte più antica del centro storico circondata dalle mura.
Dopo la fine della lunga guerra ligure i Romani assegnatari dei terreni si accinsero alla bonifica della zona e sulla cima del colle scoprirono il rifugio dei Liguri: la loro Barga. Ne conservarono il nome e si insediarono gradatamente intorno ad esso. Trascorso il tempo della prima sistemazione, i loro discendenti rendendosi conto di quanto fosse precaria la sicurezza della cima del colle privato della sua naturale difesa, costruirono intorno ad essa una potente cerchia di mura dopo aver allargato la piattaforma già esistente con terra di riporto creando così una fortezza inespugnabile che chiamarono “Castrum”, nome esclusivamente latino che ne dimostra la romanità. Soltanto molti secoli appresso la parte nord-ovest della piattaforma, divenuta il luogo di riunione – parlamento dei componenti il libero comune e centro politico-amministrativo dello stesso venne chiamata “aringo”; ma l'intera parte fortificata, chiusa da porte inchiavardate, la cui violazione comportava la pena di morte continuò ad essere chiamata “castrum”. Intanto anche le abitazioni aggruppate intorno ad esso erano state protette da cinte di mura sempre più ampie, delle quali rimangono tracce inequivocabili, che indicano la graduale crescita del paese, fino all'ultima che fece di Barga un paese inaccessibile, alto sul colle e circondato da mura nelle quali si aprivano tre porte munite di ponte levatoio.

## Lo stemma di Barga
La presenza di una barca nello stemma di Barga ha creato in passato molte perplessità ingiustificate quando invece se ne conosce il motivo, chiaramente presente nella storia della cittadina.
Nel 1341 o 1342 il comune di Barga divenne parte dello stato fiorentino e tale rimase fino all'Unità d'Italia. Nel corso del secolo successivo Firenze acquistò Pisa e il suo territorio, comprendente una larga zona costiera che comportò un'organizzazione marinara e il possesso di una flotta. Barga, la cui linea di confine sulle cime appenniniche folte di foreste andava ben oltre quella odierna, divenne la naturale fornitrice di legname e di parti lavorate pronte per la costruzione delle navi. I grossi tronchi abbattuti sull'Alpe venivano trasportati a valle dai buoi lungo un tragitto che prese poi il nome di Via dei remi, fino al luogo chiamato ancora oggi all'Arsenale e lì trasformati in “alberi, antenne e remi”. Raccolti in un contenitore, dal punto chiamato Sasso del menate (da menare = condurre, portare) venivano affidati alla corrente del fiume Serchio che li portava alla foce, dove li attendevano gli ufficiali di Firenze per trasportarli, via mare, ai loro cantieri (patto Lucca - Firenze 1441). Barga, orgogliosa di questo suo contributo alla potenza di Firenze, ci teneva ad evidenziarlo e nacque così lo stemma tanto contestato: barca sopra un monte. Troviamo il primo disegno di una barca con albero e remi sul registro delle deliberazioni comunali iniziato nel dicembre 1532. Non sappiamo quando la barca apparve appoggiata ad un monte, ma ancora nella prima metà del secolo scorso (XX) i vecchi lo ricordavano nello stemma e i bambini recitavano per gioco una cantilena che parlava di “barche sui monti e case sotto i ponti”.
A darne la certezza fu il ritrovamento fatto dall'allora proposto di Barga nell'archivio della prepositura di Barga di un piccolo volume senza copertina, ma databile al 1775 nel quale, descrivendo l'Arme di Barga si faceva riferimento ad una barca sopra un monte. L'informazione fu accolta con scetticismo, tuttavia fu resa pubblica sul giornale “La Corsonna”. È chiaro che, perduto il significato originario, la cosa apparve strana, per cui il monte fu tolto e sostituito con l'acqua. Non potendo distruggere tutto, fu mantenuta la barca giustificandone la presenza per la consonanza con il nome di Barga e altre congetture sulla sua origine. Tolti anche i remi, unico testimone del passato, rimase l'albero vivo.